# Zabou (film)
Zabou è un film del 1987, diretto da Hajo Gies.
Basato sulla serie televisiva poliziesca Tatort e seguito di Zahn um Zahn, vede Götz George nei panni del protagonista, il commissario Horst Schimanski. Venne distribuito esclusivamente nei cinema tedeschi il 5 marzo 1987.

## Trama
Il commissario di Duisburg Horst Schimanski e il suo collega Thanner indagano su un giro di droga all'interno di una discoteca techno dance, dove Schimanski riconosce in una ballerina di nome Zabou, Conny, figlia di un suo precedente amore. Egli infatti si era innamorato di sua madre quando era piccola ed era stato per lei come un padre. Tuttavia, Conny non è ben disposta verso Schimanski perché ha asciato sua madre e l'ha delusa. Schimanski cerca di liberare la ragazza dall'ambiente.

## Colonna sonora
La colonna sonora, di cui Klaus Lage ha arrangiato le musiche originali, fu composta da brani di Joe Cocker (Now That You're Gone), Tina Turner (A Change Is Gonna Come) e Freddie Mercury, che ha duettato con Jo Dare in Hold On.